# David Arenas
David Arenas Vanegas (* 24. Dezember 1991 im Departamento de Antioquia) ist ein kolumbianischer Schachspieler.
Die kolumbianische Einzelmeisterschaft konnte er 2010 und 2015 gewinnen. Er spielte für Kolumbien bei zwei Schacholympiaden: 2010 und 2016. Außerdem nahm er an den panamerikanischen Mannschaftsmeisterschaften (2008 und 2010) teil.
Im Jahre 2005 wurde ihm für den Gewinn der panamerikanischen U20-Meisterschaft in Cali der Titel Internationaler Meister (IM) verliehen. Der Großmeister-Titel (GM) wurde ihm 2017 verliehen.
| Hier fehlt eine Grafik, die leider im Moment aus technischen Gründen nicht angezeigt werden kann. Wir arbeiten daran! |